# Koffi Kacou
Koffi Amenan Raymonde Kacou (* 7. Januar 1987  in Yamoussoukro) ist eine ivorische Fußballspielerin. 

## Karriere

### Verein
Kacou startete ihre Karriere in ihrer Heimatstadt für den US Yamoussoukro. Dort durchlief sie alle Juniorenmannschaften und rückte 2004 in die erste Mannschaft auf. Nach einer Seniorensaison bei USY wechselte sie 2005 in der höchsten ivorischen Frauenliga zu AS Juventus de Yopougon.

### Nationalmannschaft
Kacou gab im Frühjahr 2005 im Alter von 15 Jahren ihr A-Länderspieldebüt für die Ivorische Fußballnationalmannschaft der Frauen. Seither steht sie im Stamm-Kader der les Eléphants und wurde am 26. Oktober 2012 für die Fußball-Afrikameisterschaft der Frauen 2012 nominiert.